# Tenthredo wangduensis
Tenthredo wangduensis – gatunek błonkoskrzydłych z rodziny pilarzowatych.
Gatunek ten opisał w 2010 roku Attila Haris na podstawie pojedynczego okazu samca.
Ciało długości 11 mm o barwie podstawowej jaskrawej, ochrowożółtej. Głowa z dużą czarną plamą, sięgającą między czułki, wąskimi policzkami i prawie trapezowato obrzeżonym nadustkiem. Czułki mają czarno ubarwioną nóżkę oraz grzbietową stronę trzonka i biczyka. Tułów z czarnymi kropkami. Skrzydła przejrzyste z częścią żyłek żółtawą, a pozostałymi brązowawoczarnymi. Tylko dwa pierwsze tergity odwłoka gładkie, reszta skórzasto urzeźbiona.
Owad znany tylko z Wangdü Pʽodrang w Bhutanie.